# 의친왕 (드라마)
《의친왕》은 MBC에서 1980년 8월 13일 ~ 1980년 8월 15일에 방영된 8.15 특집 드라마이다. 제1부 ｢북악의 작은 별｣, 제2부 ｢동양에서 온 프린스｣, 제3부 ｢조국 내 조국｣으로 구성되었다. 5백년 사직이 무너져내리는 한말의 거센 풍운 속에서 일본제국에 항거했던 유일한 왕손인 의친왕 이강을 중심으로 그 주변인물과 함께 그린 역사물이다. 19세기말에서 20세기초에 걸친 이 나라 최근세사를 재조명하였다. 배경음악을 국악창작곡으로 처리해 극적 효과를 한층 더 살렸다는 평가를 받았으며, 청춘극에서 각광받던 이정길이 사극에서도 역량을 발휘했다.

## 출연진
- 이정길 - 의친왕 역
- 고두심 - 김수덕 역
- 정욱 -고종 역
- 김혜자 - 삼리인 역
- 김영애 - 명성황후 역
- 임정하 - 순종 역
- 김무생 - 흥선대원군 역
- 이영후 - 경사방대감 역
- 김기일 - 김삼복 역
- 현석 - 박재운 역
- 김정연 - 엄상궁 역
- 남성훈 - 이완용 역
- 박경현 - 이범진 역
- 한인수 - 한규설 역
- 박영지 - 기백스님 역
- 김석옥 - 제조상궁 역
- 최은숙 - 상궁 역
- 전운 - 이토 히로부미 역
- 송기윤 - 오토리 게이스케 역
- 강성욱 - 이노우에 가오루 역
- 박광남 - 오카모토 류노스케 역
- 박상조 - 우치다 료헤이 역
- 김동주
- 이숙
- 강서영
- 김신숙